# Fortaleza de Akershus
A Fortaleza de Akershus (Akershus Festning, em norueguês) localiza-se em Oslo, capital da Noruega.
A sua construção iniciou-se em 1299 sob as ordens do rei Haakon V da Noruega, substituindo Tønsberg como um dos dois mais importantes castelos noruegueses do período (o outro era Fortaleza de Bohus). Akershus foi construído em resposta ao conde Alv Erlingsson, que comandou um ataque a Oslo da cidade de Sarpsborg.
A fortaleza teve sucesso em aguentar cercos, primariamente de forças suecas. No começo do século XVII, foi modernizada sob o reinado do rei Cristiano IV, passando a ter sua arquitetura baseada na arquitetura renascentista do século XII.

## Sepultados na Fortaleza de Akershus
- Sigurdo I da Noruega
- Haakon V da Noruega
- Eufêmia de Rügen
- Haakon VII da Noruega
- Maud de Gales
- Olavo V da Noruega
- Marta da Suécia